# S'il suffisait d'aimer (téléfilm)
Pour les articles homonymes, voir S'il suffisait d'aimer et S'il suffisait d'aimer (chanson).
Pour plus de détails, voir Fiche technique et Distribution.
S'il suffisait d'aimer (Replacing Dad) est un téléfilm américain de Joyce Chopra et diffusé en 1999.

## Synopsis
Un directeur d'école trompe sa compagne pour la prof de leur fille.

## Fiche technique
- Titre : S'il suffisait d'aimer
- Titre original : Replacing Dad
- Réalisation : Joyce Chopra
- Scénario : David J. Hill d'après le roman de Shelley Fraser Mickle
- Musique : Lee Holdridge
- Photographie : Robert Draper
- Montage : Paul LaMastra
- Production : Daniel Schneider
- Société de production : Larry Thompson Organization
- Pays :  États-Unis
- Genre : Comédie dramatique
- Durée : 90 minutes
- Première diffusion : 
  - États-Unis : 14 mars 1999

## Distribution
- Mary McDonnell : Linda Marsh
- William Russ : George Marsh
- Jack Coleman : Dr. Mark Chandler
- Erik von Detten : Drew
- Camilla Belle : Mandy
- Tippi Hedren : Dixie
- Shailene Woodley : Petite fille